# Друга опіумна війна
А́нгло-фра́нко-кита́йські ві́йни 1856—1860 (т. з. друга «опіумна» війна) — війни Великої Британії і Французької імперії проти Імперії Цін (Китаю). Користуючись ослабленням Китаю в період Тайпінського повстання, Велика Британія вирішила розширити свої позиції в Китаї. У публіцистиці XIX століття військові дії 1859—1860 років виділялися в окрему «Третю опіумну війну», в сучасній історіографії всі події 1856—1860 років прийнято вважати єдиним конфліктом.

## Передумови війни
У 1851—1864 роках в імперії Цін йшла громадянська війна. Ослаблення влади маньчжурських імператорів після Першої опіумної війни стало переломним моментом в історії цієї держави. На території імперії утворилася Тайпінська держава, з якою маньчжурський уряд вів виснажливу боротьбу.
На перших порах громадянської війни іноземні торговці і місіонери співчували тайпіням.
Формально Велика Британія, Франція і США на початковому етапі тайпінського повстання дотримувалися нейтралітету. Однак насправді вони вже в 1854 році спробували використовувати громадянську війну в своїх цілях. Дипломатичні представники цих країн пред'явили імператору спільну вимогу про переукладання договорів 1842—1844 років. Держави вимагали собі права необмеженої торгівлі по всій території Китаю, допущення своїх постійних послів до Пекіну, офіційного права торгувати опіумом. Цінський уряд відхилив ці вимоги, але до відкритого конфлікту це не призвело, оскільки військові сили Великої Британії в цей час були задіяні у війнах з Російською імперією та Персією, а також зайняті придушенням повстання в Індії.

## Привід
Коли Велика Британія, Франція та Росія звільнили свої сили після Кримської війни, британці стали шукати привід для розв'язання військового конфлікту в імперії Цін. Такий привід знайшовся — це було затримання китайською владою англійського судна «Ерроу», яке займалося контрабандною торгівлею.
8 жовтня 1856 року китайські чиновники зійшли на борт лорчі Arrow («Ерроу»), китайського корабля (порт приписки — Гонконг), що плив під прапором Великої Британії. Існувала підозра, що цей корабель займається піратством, контрабандою і торгівлею опіумом. Дванадцять чоловік було заарештовано і, незважаючи на вимоги Великої Британії, вони не були випущені на свободу. Після цього інциденту Велика Британія оголосила війну імперії Цін.

## Хід війни

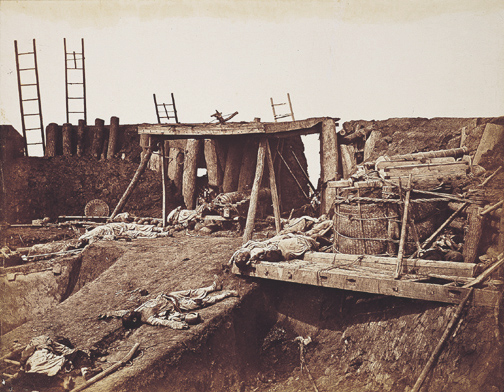
Захоплені форти Дагу

Наприкінці жовтня 1856 року британська ескадра здійснила бомбардування порта Гуанчжоу. На початку 1857 року в військових діях також брали участь американські кораблі. Незабаром до Англії приєдналася і Франція, обравши як привід для свого втручання арешт і смерть французького місіонера Огюста Шапделен в провінції Гуансі.
Після програшу Цінською імперією битви за форти Дагу 20 травня 1858 року китайському уряду стало ясно, що подальший опір безглуздий. Негайно після прибуття союзної ескадри в Тяньцзінь було отримано повідомлення, що китайський імператор призначив двох уповноважених для укладення мирного договору. Імператорські представники прибули 30 травня, і після переговорів з представниками Великої Британії, Франції, Росії та США було підписано тяньцзіньські трактати (1858). За ним європейській торгівлі було відкрито шість нових портів, місіонери отримали право вільно пересуватися всередині Китаю, всі іноземці, обвинувачені в яких би то не було злочинах, повинні були передаватися в консульства і бути судженими за власними законами, китайський уряд прийняв на себе відшкодування військових витрат.
Скориставшись конфліктом, в 1858 році Росія переконала керівництво Цінської імперії укласти Айгунський договір, за яким Росія отримала права на лівий берег Амура і контроль над Уссурійським краєм.
Тяньцзіньські трактати, підписані в 1858 році, повинні були бути ратифіковані в Пекіні в 1859 році. Особистий посланець російського імператора Олександра II, граф, генерал-ад'ютант, 28-річний Микола Павлович Ігнатьєв прибув до столиці Китаю по суші, проте англійський, французький і американський представники слідували морським шляхом. Прибувши до гирла річки Байхе, вони виявили, що зруйновані в минулому році фортеці Дагу, що прикривали вхід в гирлі річки, не тільки відновлені, але і перебудовані на сучасний манер. Представник китайської адміністрації запропонував західним посланцям висадитися в Бейтані, що знаходився в декількох кілометрах на північ, і звідти слідувати в Пекін сухим шляхом, однак посланці неодмінно бажали доплисти до Тяньцзіня, і звернулися до командувача ескадрою англійського адмірала Джеймса Хоупа з проханням відкрити вхід в Байхе силою. 25 червня 1859 році адмірал Хоуп погодився виконати прохання посланців, вважаючи за прикладом минулої війни, що досить буде одного обстрілу фортів для відкриття входу в річку. Однак англо-французькі війська, які розраховували на легкий десант за зразком атаки минулого року, несподівано натрапили на жорстку китайську оборону і, зазнавши значних втрат, були змушені безславно відступити в Шанхай і чекати нових вказівок з Європи.

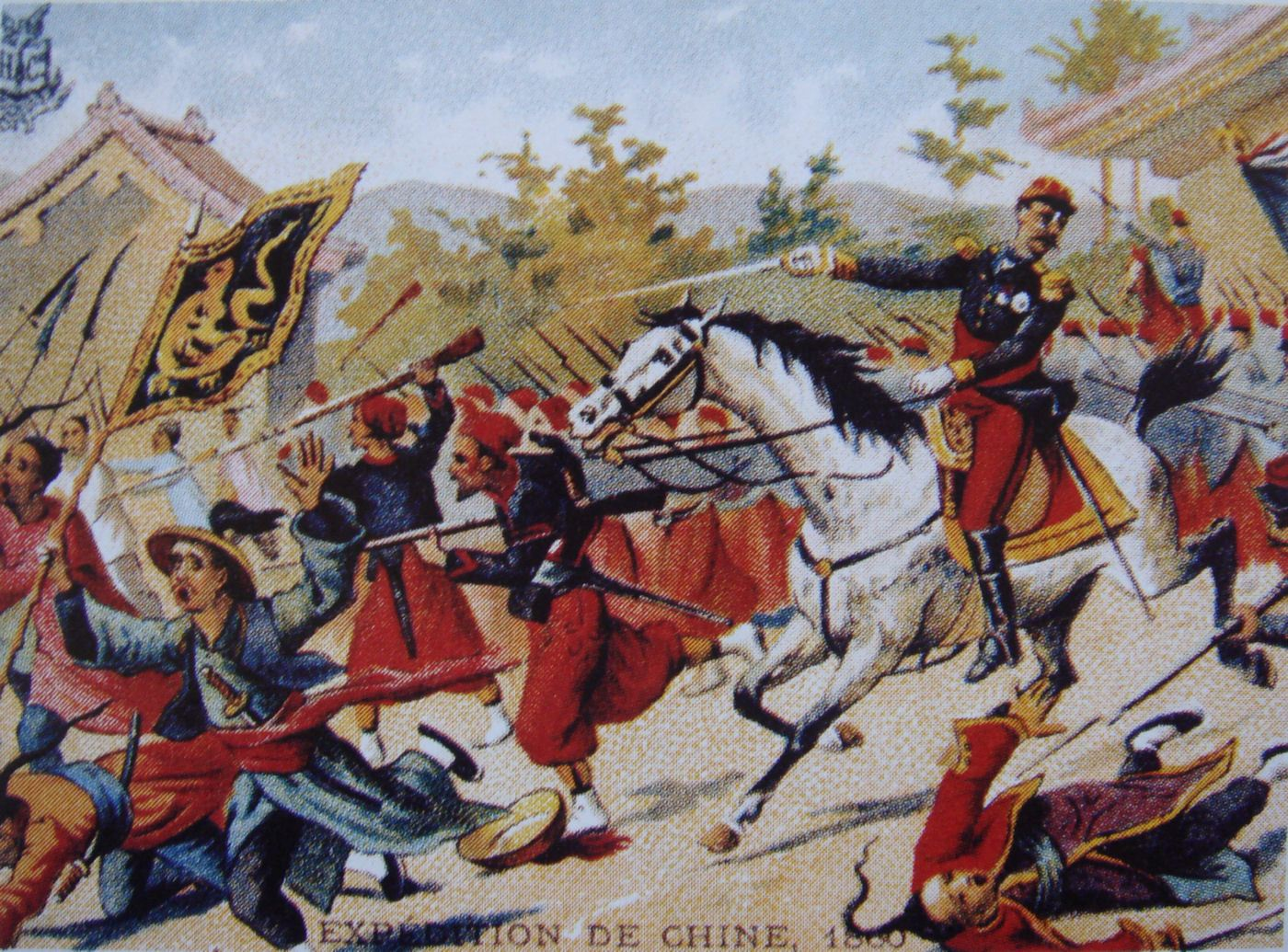
Генерал Шарль Кузен-Монтабан на чолі французьких військ під час кампанії 1860 року

Бій за фортеці Дагу 25 червня 1859 року показав Англії і Франції, що з невеликою ескадрою розраховувати на успіх не можна, і обидва уряди зважилися послати в Китай значні морські й сухопутні сили. Британськими військами (12 290 осіб) командував генерал Джеймс Хоуп Грант, французькими (7 650 осіб) командував генерал Шарль Кузен-Монтабан.
У 1860 році англо-французькі війська зустрілися в Гонконзі, висадилися в Бейтані 12 серпня і успішно атакували фортеці Дагу 21 серпня. Фортеці сильно постраждали, і війська генерала Сенгерінчен змушені були відійти.
Потім союзні війська зайняли Тяньцзінь. Прочекавши до 7 вересня і зрозумівши, що китайські представники не мають наміру нормально вести переговори, а лише тягнуть час, союзники вирішили виступити до Тунчжоу і вступити в переговори з китайськими представниками там. 13 вересня союзна армія досягла села Хесіу. До 15 вересня йшло зосередження військ, тим часом відновилися дипломатичні переговори. Поки йшли переговори, командувач цінських військ монгольський князь Сенгерінчен зосереджував армію у Тунчжоу, розраховуючи одним ударом знищити слабкі англо-французькі сили. Переговори повинні були дати цінскій стороні час для підтягування маньчжурської кінноти, яка була основною ударною силою.
17 вересня англо-французькі війська досягли села Мадай в десятці кілометрів від Тунчжоу. Вранці 18 вересня вони повинні були підійти до Тунчжоу ще ближче і розташуватися на біваках, для вибору яких ще напередодні були вислані офіцери. Ці офіцери, виїхавши на світанку з Тунчжоу для зустрічі своїх військ, виявили на південь від села Чжанцзявань китайські війська, що розташувалися в бойовому порядку. Ці війська були розбиті, проте Сенгерінчен не рахував справу програною. Маньчжурська кіннота була сконцентрована на захід від Тунчжоу, готуючись дати вирішальний бій. Для остаточного розгрому китайсько-маньчжурських військ союзним силам знадобився ще один бій — битва біля мосту Баліцяо 21 вересня, став вирішальним. У ньому з 50 000—60 000 осіб, які брали участь у битві на боці китайської армії, було втрачено близько 3000. Було втрачено 27 бронзових гармат. Втрати союзників були незначні: французи втратили 3 людини убитими і 17 пораненими, англійці — 2 убитими і 29 пораненими.
Отримавши звістку про поразку своєї армії, імператор Айсіньгьоро Ічжу втік до провінції Жехе, залишивши вести переговори свого молодшого брата — великого князя Гуна. Після тижневих переговорів стало ясно, що китайці знову намагаються тягнути час, і союзники ухвалили рішення наступати на Пекін. Зупинка у Баліцяо дала англійцям і французам можливість підтягнути тили, організувати систему постачання і підвезти облогову артилерію, необхідну для штурму столиці.
5 жовтня обидві союзні армії виступили в дорогу і 6 жовтня досягли північно-східного кута міського муру Пекіна. Розвідка повідомила, що у північно-західного кута знаходиться укріплений табір, який займає 10 000 чоловік маньчжурських військ. Головні командири вирішили негайно вирушити туди і розбити ворога в польовій битві. Однак виявилося, що табір залишений ще в попередню ніч, а англійська кавалерія, яка рухалася у напрямку правого флангу повідомила, що китайська армія відступила у напрямку до літнього імператорського палацу Юаньмін'юань, який перебував в 10-15 км на північний захід від міської стіни. Отримавши цю звістку, союзні головнокомандувачі вирішили негайно йти у напрямку до палацу, причому загальним збірним пунктом обох армій був призначений сам палац.

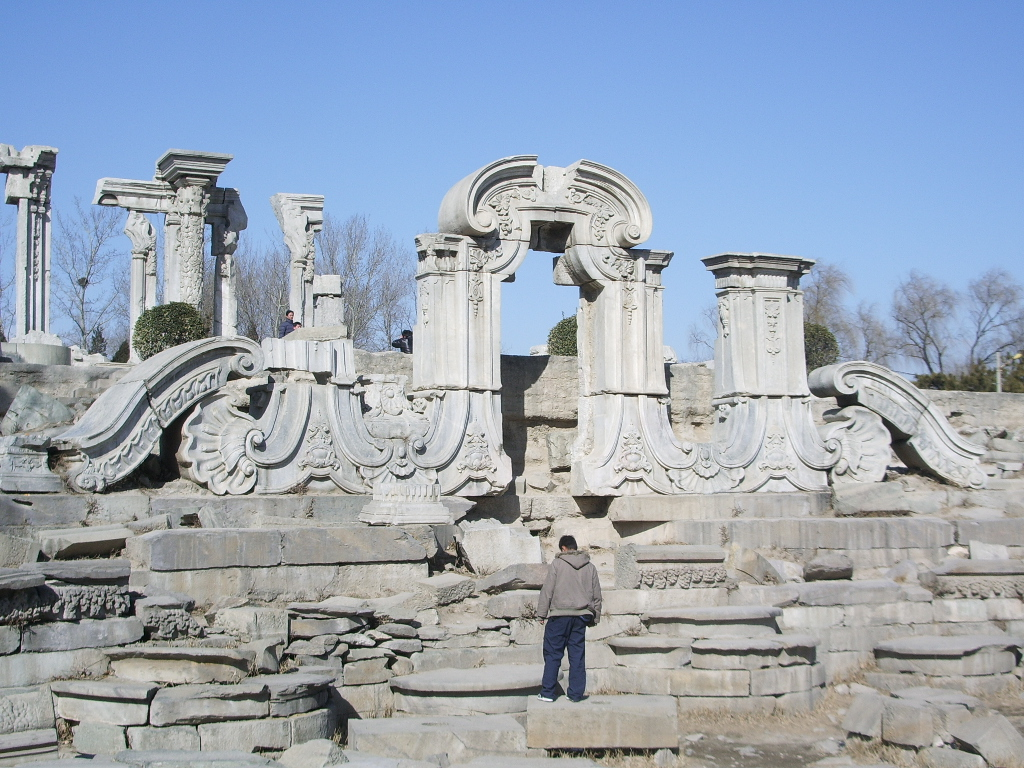
Руїни зруйнованого окупантами палацу Юаньмін'юань у Пекіні

Рухаючись по незнайомих дорогах, англійські і французькі війська незабаром втратили один одного з виду; англійська кавалерія втратила свою піхоту і приєдналася до французьких військ. З настанням ночі французи досягли палацу Юаньмін'юань, де мали лише невелику сутичку з погано озброєним загоном палацової варти з 20 осіб. Англійські війська по шляху натрапили на бівак маньчжурської кінноти і в підсумку були змушені заночувати на півдорозі в невеликому селі.
7 жовтня 1860 року розпочався спільний грабіж палацу, а також прилеглих до нього будівель. У зв'язку з тим, що британці розташовувалися на віддалі від палацу, англійські солдати не могли брати участі в грабунках, це могли робити лише офіцери, котрі володіли більшою свободою пересування. Для відновлення справедливості командувач англійськими військами генерал Грант створив комісію по справедливому розподілу награбованого між військовослужбовцями.
Захоплення палацу показало, що китайська армія після недавніх поразок відмовилася від будь-якого опору. Наступ на північ з метою її переслідування не обіцяв успіху, лише надмірно розтягуючи комунікації. Тому було вирішено повернутися до Пекіну, щоб його захопленням вплинути на швидке укладення миру.
10 жовтня союзники встали табором біля міської стіни. Китайській стороні було висунуто ультиматум: союзники для забезпечення посольств при веденні подальших переговорів в Пекіні зажадали передачі під їх контроль воріт фортеці Аньдінмень. У разі, якщо ворота не будуть відступлені до 13 жовтня, союзники погрожували взяти їх силою і почати артобстріл міста.
13 жовтня в 10 годині ранку великий князь Гун надіслав від себе уповноваженого Хань Ци, який намагався відрадити союзників від вимог передачі воріт, або хоча б відтягнути час передачі. Лише за кілька хвилин до полудня, коли артилерійська прислуга вже зайняла місця біля гармат, ворота були відчинені й передані генералу Нейпіру.

## Результати
24-25 жовтня 1860 року було підписано Пекінський договір, за яким цінський уряд погодився виплатити Великій Британії та Франції 8 мільйонів лянів контрибуції, відкрити для іноземної торгівлі Тяньцзінь, дозволити використовувати китайців як робочу силу (кулі) в колоніях Великої Британії та Франції. До Великої Британії з цього моменту переходила південна частина Цзюлунського півострова. Постійний потік опіуму, який продавався британцями в Китаї привів до гігантського поширенню наркоманії серед китайців, деградації і масового вимирання населення.
14 листопада Цінська імперія підписала з Російською імперією Пекінський трактат про кордон по Амуру і Уссурі.